# Westfälische Union

Große Drahtstraße in Hamm (1897)

Werk in Nachrodt

Drahtwerk in Lippstadt

Die Westfälische Union AG war eine Vereinigung von zunächst drei, später weiteren Unternehmen des Eisengewerbes mit Hauptsitz in Hamm.  Sie war von 1873 bis 1898 eigenständig, wurde dann an die Phoenix AG angegliedert.

## Geschichte
Im Jahre 1873 hatte eine Gruppe Berliner Kapitalgeber drei Einzelunternehmen im westfälischen Bergland aufgekauft und zur Westfälische Union, Aktien-Gesellschaft für Bergbau, Eisen- und Drahtindustrie zusammengeführt. Die drei Unternehmen waren:
- Cosack & Co. in Hamm: Puddel- und Walzwerke für Stabeisen und Draht; Drahtzieherei, Drahtstiftfabrik, Nietenfabrik, Wagenachsenfabrik, Eisengießerei, Eisenvitriolfabrik, Kalköfen und Fabrik für feuerfeste Steine.
- Eduard Schmidt in Nachrodt: Puddel- und Walzwerke für Stabeisen, Bandeisen, Blech und Draht; Tombak- und Messing-Blechwalzwerk; Weißblechfabrik, Nieten- und Schraubenfabrik und Eisengießerei.
- A. & Th. Linhoff in Lippstadt: Puddel- und Walzwerke für Stabeisen und Draht mit Drahtzieherei in Lippstadt, Drahtzieherei und Drahtstiftfabrik in Belecke, Erzgruben Martenberg und Semmet, sowie Hochöfen- und Hammerwerk in Berich.

Einige Monate nach der Gründung kamen weitere Unternehmen hinzu:
- Friedr. Thomée in Werdohl: Puddel und Walzwerk, Drahtzieherei in Uetterlingsen (Ortsteil von Werdohl).
- v. Holzbrink in Einsal: Puddel- und Walzwerk. Dieses Werk war von Friedr. Thomée gepachtet und wurde auch von der Westfälischen Union nur pachtweise betrieben.
- Schließlich wurde noch in St. Petersburg eine zunächst nur kleine Drahtzieherei und Stiftfabrik erworben und zügig ausgebaut.

Das Unternehmen beschäftigte insgesamt etwa 2100 Arbeiter. Es verfügte über 83 Puddelöfen, 44 Drahtglühöfen und 114 Drahtstiftmaschinen. Typische Produkte waren Drahtstifte, verzinkter Eisendraht und Telegrafendraht. 1883 wurde die maschinelle Fertigung von Springfedern aufgenommen, ab 1888 betrieb man die Fabrikation von Stacheldraht und von 1896 ab die des Drahtgeflechtes. Im Jahr 1897 wurde eine neue, große Drahtstraße in Betrieb genommen. Diese folgte amerikanischen Vorbildern und war die erste und lange Zeit einzige ihrer Art in Europa. 
Allerdings geriet das Unternehmen in eine strukturelle Krise. Die Herstellung von Puddeleisen war mittlerweile etwa gegenüber dem Thomas-Verfahren nicht mehr konkurrenzfähig. Außerdem nahm der Bedarf an Stahl zur Weiterverarbeitung zu. Die eigenen Werke konnten schließlich nur noch ein Drittel des benötigten Materials liefern. Die Union suchte daher nach einem Partner. Der Zusammenschluss mit dem ebenfalls in Hamm ansässigen Unternehmen Westfälische Drahtindustrie AG scheiterte. Daher sah sich das Unternehmen gezwungen, sich an einen der großen Ruhrgebietskonzerne anzuschließen. Auch weil Albert von Oppenheim vom Bankhaus Sal. Oppenheim Aufsichtsratsvorsitzender der Union und der Phoenix AG für Bergbau und Hüttenbetrieb war, wurde die Union im Februar 1898 mit Wirkung vom 1. Juli 1897 an Phoenix angegliedert. Von dieser bezog die Union nunmehr im Thomas-Verfahren hergestellten Flussstahl zur Drahtproduktion. Von Seiten der Phoenix AG war die Union ein idealer Partner, konnte diese doch die Menge an Halbzeug abnehmen, die in den übrigen Werken nicht verarbeitet werden konnten.
Mit der Phoenix AG kam die Union 1926 zu den Vereinigten Stahlwerken. Mit der Entflechtung des Konzerns auf Beschluss der Alliierten nach dem Ende des Zweiten Weltkrieges wurde die Union 1951/52 als Tochterunternehmen der Niederrheinischen Hütte neu gegründet. Mit dieser kam die Union 1956 an die August Thyssen-Hütte AG. Die Eisendrahtherstellung des Konzerns wurde in der Union zentralisiert und die Produktionspalette ausgebaut. Die Bindung an Thyssen wurde in den 1970er Jahren weiter ausgebaut und die Firma wurde 1978 in Thyssen Draht AG umbenannt. Im Jahr 1990 ging die Union im Gemeinschaftsunternehmen Böhler-Thyssen Schweißtechnik auf. Die Geschäftsanteile von Thyssen wurden 2003 von der Böhler-Uddeholm AG übernommen. Nach der Übernahme des Böhler-Uddeholm-Konzerns durch die voestalpine AG wurde die Böhler Schweisstechnik Deutschland GmbH im September 2009 der Division Bahnsysteme der voestalpine AG zugeordnet.
Der Betrieb in Hamm ist heute Teil der Route der Industriekultur – Sole, Dampf und Kohle.